# Batalla de Tacuarí
La Batalla de Tacuarí (o Tacuary) o de Tupá-ra'ý (Hijo de Dios en español) (9 de marzo de 1811) fue la segunda y última batalla que la expedición militar de la junta de Buenos Aires, al mando del brigadier general Manuel Belgrano, libró contra las fuerzas de la provincia del Paraguay a cargo del teniente coronel Manuel Atanasio Cabañas. Se llevó a cabo cerca del pueblo de Tupá-ra'ý al norte y sobre la margen izquierda del cruce del río Tacuarí, paraje donde en 1843 será fundada la actual ciudad de Carmen del Paraná, en el sur del Paraguay. Debido a la derrota y posterior capitulación, Belgrano fue obligado a abandonar el Paraguay dando así por terminada la expedición militar.

## Antecedentes
La junta de Buenos Aires, constituida el 25 de mayo de 1810, intentó mantener los privilegios del "orden colonial en beneficio del bloque comercial porteño". Este intento de "apropiación de poder" que llevó adelante "un sector de la burguesía porteña, que no va a dar muestras de querer compartirlo o distribuirlo entre los otros pueblos", encontró resistencias en el Paraguay, en el Alto Perú, en Córdoba y Montevideo, las que cuestionaron su legitimidad. El 27 de julio de 1810, la provincia del Paraguay manifestó políticamente su posición de reconocer al Consejo de Regencia de España e Indias, representante legal de Fernando VII, y mantener "armonía" y  "fraternal amistad" con la junta de Buenos Aires "suspendiendo todo reconocimiento de superioridad en ella". Pero la junta porteña sabía que 

sus intereses chocaban con los otros segmentos de la sociedad colonial, y que, roto el dique de la monarquía absoluta, someterlos no sería tarea simple; pocos, muy pocos creían en Buenos Aires que tal sometimiento sería voluntario; de lo contrario, para qué mandar [...] un ejército al Paraguay cuando bastaba un chasqui convocando a un Congreso con fecha cierta". (Horowicz, 2004, p. 168/169)

 La capacidad de la junta para enviar rápidamente diversas misiones militares al interior se basó en la fuerte militarización que había alcanzado Buenos Aires a partir de las invasiones inglesas en 1806.

## La expedición militar al Paraguay

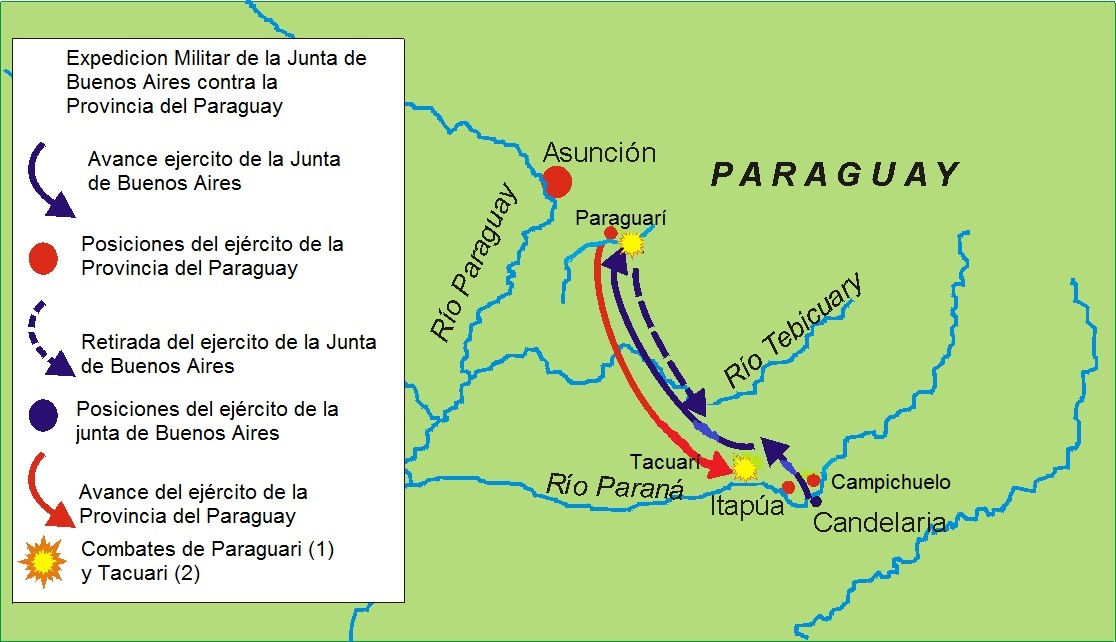
Operaciones militares en territorio paraguayo y misionero (diciembre de 1810-marzo de 1811.

La junta de Buenos Aires envió un ejército al mando de Manuel Belgrano con los objetivos de dejar a: 

la provincia [del Paraguay] en completo arreglo, removiendo todo el Cabildo y funcionarios públicos, y colocando hombres de entera confianza en los empleos [...] y si hubieran resistencia de armas, morirán el Obispo, el Gobernador y su sobrino [sic] con los principales causantes de la resistencia [Los prisioneros y/o desertores debían ser enviados a Buenos Aires para ser alistados en el ejército]. Instrucciones Junta de Buenos Aires, 22 de septiembre de 1810, en (Instituto Belgraniano Central, 1982, p. 258-259, tomo III, vol. 1)

El ejército invasor de Belgrano cruzó el río Paraná frente a Candelaria el 19 de diciembre de 1810 y se internó rumbo a Asunción sin oposición alguna por parte del gobernador Bernardo de Velasco que, con buen criterio estratégico, decidió alargar la línea logística de su adversario dejando un vacío de población y recursos en su avance.

## Batalla de Paraguarí
El 19 de enero de 1811 Belgrano llegó a Paraguarí donde lo estaban esperando las fuerzas de Velasco. La batalla librada en ese lugar resultó desfavorable para los invasores que, sin posibilidades de retomar la iniciativa, tuvieron que retirarse, primeramente hasta el río Tebicuary y luego hasta Santa Rosa, a 60 km al sur de ese río.

## Situación estratégica a fines de enero de 1811
Desde Santa Rosa, en su oficio a Saavedra del 31 de enero de 1811, Belgrano expuso su temor de quedar aislado en el Paraguay, ya que no sabía qué fuerzas disponía la Junta de Buenos Aires y si iba a recibir refuerzos.  Por estas razones decidió posicionarse más cerca del río Paraná ya que le parecía más importante salvar su ejército.

[...] la capital [Buenos Aires] con las provincias interiores que todo esto [se refiere al Paraguay] que en muchos años no proporcionará ventajas de consecuencias [...] y que por su situación, siendo nosotros fuertes, perecerán faltas de nuestras relaciones [económicas por efecto del bloqueo]. (Instituto Belgraniano Central, 1982, p. 414, tomo IV)

Además de criticar la misión militar al Paraguay, que ahora ya le parecía innecesaria, Belgrano reiteró su desconfianza en las fuerzas correntinas manteniéndolas en una acción secundaria en Corrientes, cuidando los pasos de Itatí y del Rey frente a Ñeenbucú, para impedir el paso de ganado "y no tengan que comer los [paraguayos] de Ñeembucú". En oficios sucesivos expuso su preocupación por controlar el paso del río Paraná debido a la presencia de barcos paraguayos que recorrían las costas y podían desembarcar tropas en San Cosme y Damián, a 22 km al suroeste del paso del Tacuarí desde donde podían atacar ese punto y bloquear su retirada. El capitán Perdriel, con 100 hombres, se desprendió del grueso del ejército y ocupó preventivamente esa posición.
El 13 de febrero de 1811, Belgrano informó que en principio había pensado retroceder hasta Itapúa dejando en el paso de Tacuarí una guardia respetable pero, cambiando de parecer, había decidido mantenerse allí a la espera de los refuerzos,  dinero y también por si 

[...] quisieran probar las fuerzas que están a mi mando los tales paraguayos que no se a qué compararlos en su barbarie y cobardía". Belgrano a la Junta en (Instituto Belgraniano Central, 1982, p. 432, tomo IV)

 Mencionó además la gran presencia de patrullas paraguayas que lo venían siguiendo a la distancia sin tomar contacto con sus fuerzas quejándose de lo que ya para entonces era una constante: "por nada puedo conseguir un espía", es decir, un desertor paraguayo que se pliegue a sus fuerzas y le sirva de informante.

## Estrategia de Velasco

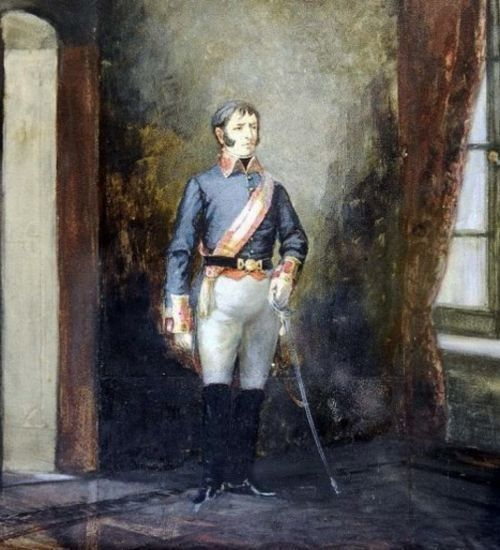
Bernardo de Velasco, cuadro pintado por Guillermo Da Re en 1890

El gobernador de la provincia del Paraguay, Bernardo de Velasco, en su carta del 29 de enero a Cabañas, expuso las directivas estratégicas que este debía seguir:

[...]expulsarlos a la otra Banda del Paraná o más allá debe proporcionarnos la vía de comunicación con Montevideo y Portugal en cuyo principio debemos cimentar una parte principal, y tal vez la mayor, de nuestra seguridad. Velasco a Cabañas en (Chaves, 1959, p. 84)

 Esto significaba que, al menor costo posible, Belgrano debía ser obligado a repasar el Paraná para transformar ese río, con la presencia del ejército provincial en su margen derecha, en una muralla infranqueable.
1. Desde el punto de vista militar el objetivo de Velasco era alejar a Belgrano hacia  la Banda Oriental, para que se enfrentara allí a las fuerzas de Montevideo y los portugueses.
2. Desde el punto de vista político, su objetivo era salir rápidamente del estado de movilización que agobiaba la economía de la provincia del Paraguay y desmantelar el creciente grupo de poder que la militarización había generado, el de los capitanes-estancieros: Yegros, Cabañas, Gamarra, Caballero y otros.

- Persecución paralela

Para presionar a Belgrano en su retirada, Velasco destinó solamente unos 1600 hombres, adoptando la táctica de la persecución paralela que no requiere de acciones directas dado que la misma consiste en adelantarse por el flanco enemigo buscando permanentemente su retaguardia obligándolo a retroceder para evitar ser cortado y envuelto. Por esa razón, desde San Patricio, nuevamente Perdriel con 100 hombres y 2 cañones, se tuvo que adelantar a la retirada del ejército para asegurar y proteger el cruce del río Aguapey, ante la presencia de fuerzas paraguayas que durante dos o tres días estuvieron "a la vista" sin entablar acción alguna.
- Segundo ultimátum

El 21 de febrero,  el capitán Antonio Tomás Yegros se presentó de improviso en el campamento de Tacuari portando un oficio del comandante de las fuerzas de la provincia del Paraguay, teniente coronel Manuel Atanasio Cabañas, dirigido a Belgrano: 

Ya sabemos los refuerzos que tiene, y también sabemos, que ya no podrá tener ni más refuerzo ni más tiempo [...] humíllese al que puede justamente, y no quiera probar [por] segunda vez el rigor de las armas, no solo por lo amargo, le prevengo, sino porque su suerte no es para ello [...] le reconvengo para que se rinda con las armas y tropa que en su nombre manda asegurándole las vidas y buen trato [...]. Cabañas a Belgrano en (Instituto Belgraniano Central, 1982, p. 453, tomo IV)

 A diferencia de Belgrano que desconocía el desplazamiento y la potencia del enemigo, con esta nueva intimación, Cabañas demostró tener, no solamente datos muy precisos sobre la situación estratégica de su adversario, sino que los puso en su conocimiento como elemento de presión. En efecto, el 4 de febrero, la Junta Provisional Gubernativa había ordenado al coronel de Húsares Martín Rodríguez que saliera de la Bajada rumbo a Candelaria para ponerse a las órdenes de Belgrano por lo que este movimiento ya había sido detectado por los "vicheadores" paraguayos.

## Estrategia de Belgrano
- Elección de la posición defensiva

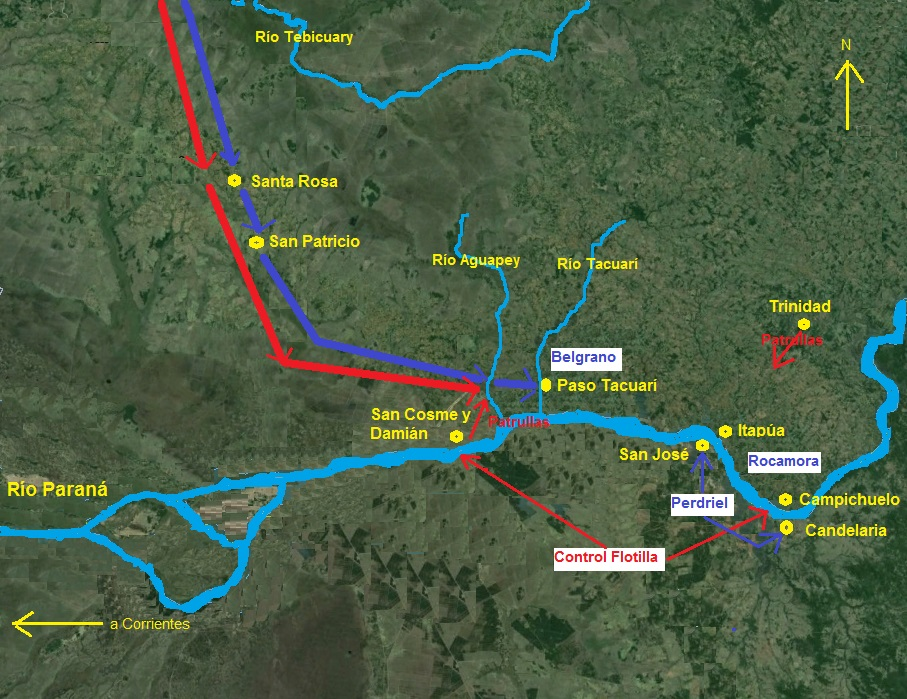
Retirada y persecución paralela.
Azul: fuerzas junta de Buenos Aires.
Rojo: fuerzas provincia del Paraguay.

Ante esta nueva situación, Belgrano se vio obligado a elegir entre:  
1. Retirarse definitivamente hasta Itapúa, sobre la costa del Paraná, transformándolo en una cabecera de playa para una futura contraofensiva o, en caso contrario, cruzar el río y dar por terminada la expedición militar al Paraguay. Desde el punto de vista táctico, Itapúa  carecía de un obstáculo natural que multiplicara la capacidad defensiva ante un ataque desde el noroeste. Por otro lado no era seguro fijar una defensa con  un "desfiladero" a la espalda, o sea un obstáculo como el río Paraná que complicaría la retirada y cuyo cruce, que no era fácil, podía estar expuesto, no solo a las fuerzas enemigas que atacarían por tierra, sino a la acción de la flotilla paraguaya que merodeaba por la zona.
2. Otra opción era buscar un punto intermedio, antes de llegar a Itapúa, que el enemigo no pudiera alcanzar ni sortear fácilmente y  tener tiempo para armar allí un sistema defensivo. La posición sobre el paso del Tacuarí ofrecía mejores posibilidades defensivas porque no era fácil vadear el río hacia el lado de su desembocadura en el río Paraná debido a los extensos pajonales y esteros en las orillas, ni tampoco aguas arriba por la existencia de impenetrables y espesos bosques, montes y altos pajonales. Esto obligaba al atacante a tener que ingresar a una especie de embudo donde el centro  lo constituía el tradicional y único paso del río, donde muy cerca estaba la casa de los Anzoátegui que Belgrano utilizó como cuartel.[8] El único problema que tenía esa posición era la distancia de más de 40 km que lo separaba de Itapúa y de Rocamora y sus  soldados, los cuales, en caso de necesidad,  no servirían de ayuda.

- Medidas para asegurar la retirada

1. Belgrano envió a Perdriel a Candelaria para que junto con Tomás de Rocamora ubicado en Itapúa y Campichuelo aseguraran el cruce seguro del Paraná en caso necesario. Cuando el regimiento Patricios llegó a Candelaria varios soldados y sargentos aprovecharon la oportunidad para desertar. Esta "canalla sin honor ha acreditado su cobardía" afirmó Perdriel y los acusó de "desertar porque querían" dado que los tenía "bien suplido [de] mucho dinero" e incluso de yerba mate que había pagado de su bolsillo.[9] La mención del dinero se debe a que la mora en el pago del prest [salario] a los soldados era una de las principales causas de indisciplina y deserción.
2. Por otro lado Belgrano pidió al teniente coronel Martín Galain, que marchaba hacia la Banda Oriental con 441 hombres, que le enviara 200 soldados para reforzar el control del río Paraná pues cuatro barcos enemigos ya habían cortado su aprovisionamiento de ganado desde Corrientes.[10]

- Apoyo de la junta de Buenos Aires y Corrientes

1. Independientemente de la desfavorable opinión de Belgrano sobre la capacidad operacional de las tropas correntinas, el 14 de febrero, la junta de Buenos Aires pidió al teniente gobernador de Corrientes  Elías Galván que envíe 200 hombres a Belgrano. El 17 de febrero, Belgrano recibió con regocijo la noticia de que Martín Rodríguez y sus Húsares marchaban, desde la Bajada, en su auxilio.
2. En la misma fecha, Belgrano supo que Rondeau se había fugado de Montevideo y que se dirigía a Buenos Aires. Pidió al gobierno que lo enviara con urgencia porque necesitaba oficiales de esa clase. Por otra parte, le pidió a Galván un rápido auxilio en recursos debido a la difícil situación de su ejército. Dieciséis días después, el 5 de marzo, en un oficio a Ángel Fernández Blanco, Belgrano se quejó "del poco patriotismo de los vecinos de Corrientes" que no querían enviar lo solicitado sin antes recibir el pago correspondiente.[11] En Corrientes llegaban rumores desde Itapúa que decían que el ejército de la Junta estaba rodeado y que patrullas paraguayas ya estaban operando desde Trinidad, a solo 32 km al noreste de Itapúa.
3. Para ayudar a Belgrano  y cortar la comunicación de Asunción con Montevideo, la junta de Buenos Aires envió una flotilla compuesta por tres  buques al mando de Juan Bautista Azopardo que partió de Buenos Aires el 19 de febrero de 1811 y subió por el río Paraná rumbo a Corrientes e Itapúa. Esta fuerza fue aniquilada el 2 de marzo por una flotilla enviada detrás de ella desde Montevideo al mando de Jacinto de Romarate frente a la costa de San Nicolás de los Arroyos.

## La batalla
El teniente coronel Cabañas conocía el paso del río Tacuarí  y sabía que era imposible forzarlo con un ataque frontal ante un enemigo que se protegía detrás de ese obstáculo natural y que había tenido un mes para organizar su defensa y reglar la artillería. Decidió entonces cruzar el río 10 km más arriba iniciando el 6 de marzo la construcción de un puente bajo la dirección de Luis Caballero. De esta manera podía pasar rápidamente caballos, cañones y municiones y sorprender a Belgrano con un ataque lateral. Este envolvimiento se encomendó al comandante Juan Manuel Gamarra que había llegado con 400 hombres y 3 cañones de refuerzo. Gamarra objetó la poca cantidad de tropas que se le asignaba: 

[...] porque se arriesgaría la operación [...] tratándose de la columna que llevaría el esfuerzo principal de la maniobra[...] además agregó, porque el enemigo estaba muy fortificado y con cuadruplicado número de armas de fuego en comparación con nosotros. (Vittone, 1960, p. 77)

 Siguiendo esa recomendación, Cabañas dispuso que 1000 hombres participarían de la maniobra de envolvimiento.
- Primera fase

La acción paraguaya se inició horas antes de la medianoche del 8 de marzo de 1811 con la marcha de aproximación sobre el ala derecha de Belgrano. Esta maniobra comprendió la marcha hacia el flamante puente de madera de 25,5 metros de largo por 3,5 metros de ancho, el cruce del río y el dificultoso avance a través de una picada que se iba abriendo en los bosques y altos pajonales. Estas fuerzas se movieron silenciosamente de norte a sur llegando al amanecer a la capilla del pequeño pueblo de Tupá-ra'ý al norte de la posición de Belgrano. Gamarra destacó una patrulla de reconocimiento hacia el camino que unía el paso del río Tacuarí con Itapúa para detectar si existían contingentes adelantados de Rocamora como apoyo de la retaguardia de Belgrano.
Con una sincronización notable, una hora antes de que esas fuerzas alcanzaran Tupá-ra'ý, ya se había iniciado el ataque de diversión por el paso del río Tacuarí con fuego de artillería y fusilería a cargo del comandante de caballería Juan Antonio Caballero y el movimiento simulado de tres compañías de lanceros a cargo del teniente Pedro Pablo Miers. Por el ala izquierda, Ignacio Aguirre, al mando de una escuadrilla naval de cuatro botes y canoas que habían subido por el río Tacuarí desde el río Paraná también iniciaron sus maniobras de distracción. Estas acciones secundarias, realizadas al amanecer del 9 de marzo de 1811, tomaron por sorpresa a Belgrano y sus oficiales que no se había percatado de la aproximación del enemigo frente a sus respectivas posiciones.
- Segunda fase

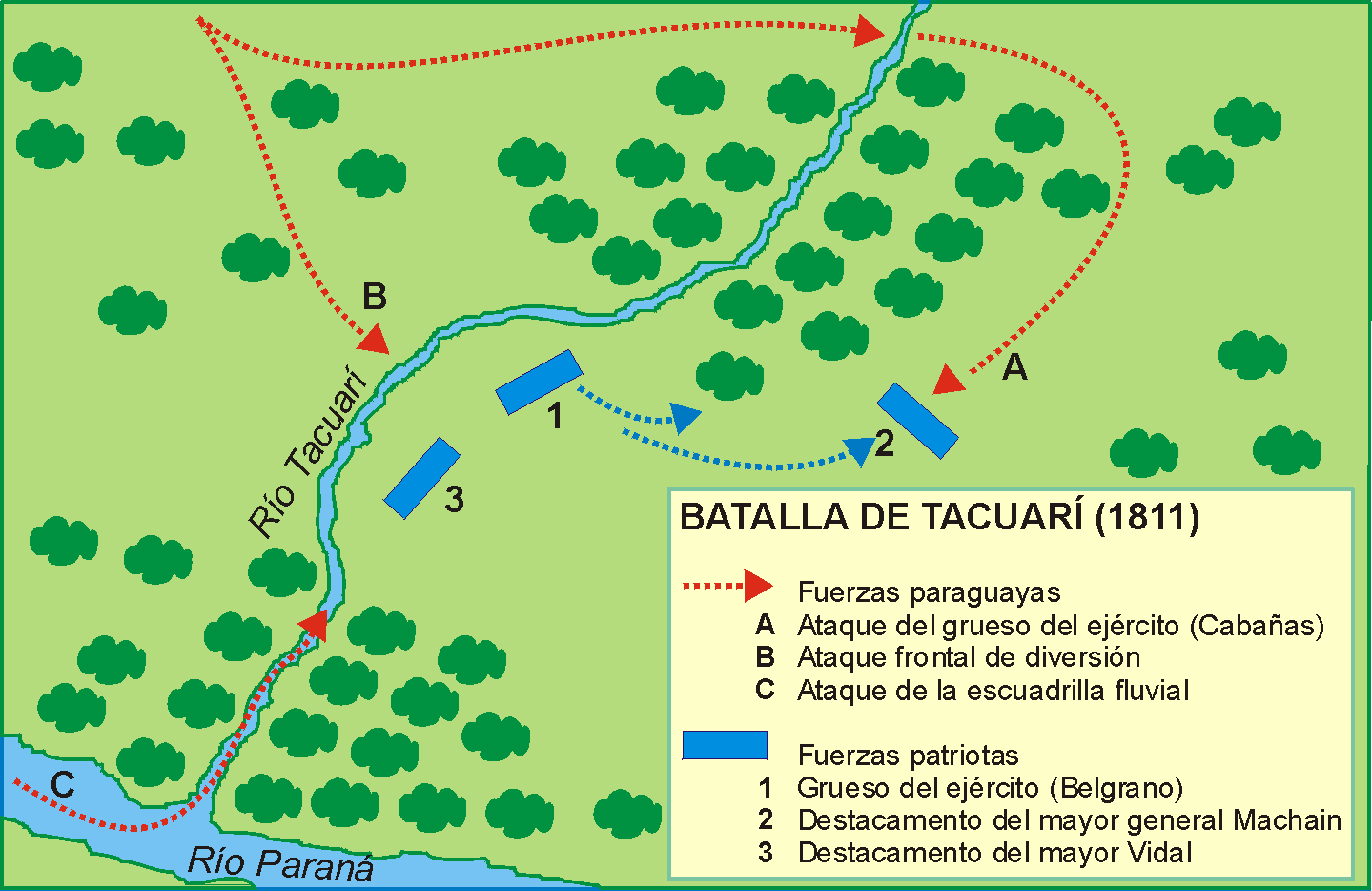
Batalla de Tacuarí.

En las afueras del pueblo de Tupá-ra'ý, Cabañas desplegó sus fuerzas de la siguiente manera: la caballería se dividió en dos, una vanguardia de lanceros a cargo del capitán Fulgencio Yegros y el resto al mando de Gamarra. La infantería fue dividida en tres agrupaciones: a la izquierda, la 1.ª Compañía al mando de Pedro Juan Caballero,  en el centro la 3.ª Compañía al mando de García y a la derecha la 2.ª Compañía al mando del capitán Antonio Tomás Yegros más un grupo de infantes al mando de Blas José Rojas. La artillería, donde figuraba Pascual de Urdapilleta, que contaba con 6 cañones, fue asignada de a 2 cañones por cada unidad estando a cargo del teniente coronel Miguel Feliu, el que apoyaba el ala izquierda, del capitán Antonio Zavala, el centro y de Francisco Guerreros, el ala derecha.
La amenaza de los botes paraguayos, uno de los cuales tenía un pequeño cañón, fue fácilmente neutralizada por las fuerzas que envió Belgrano al mando del capitán Celestino Vidal mientras que el ataque de la artillería y fusilería enemiga por el paso de Tacuarí no fue de cuidado por tratarse del lugar más seguro de su defensa.
Pero la segunda sorpresa para Belgrano se produjo una hora después de iniciado el bombardeo de aferramiento cuando llegó a su cuartel la noticia de que habían aparecido fuerzas paraguayas en Tupá-ra'ý, sobre su flanco derecho. Al no estar contemplada esta posibilidad todo su sistema defensivo colapsó. Belgrano ordenó a José Ildefonso Machain que abandonara su posición y se dirigiera apresuradamente a detener esa maniobra de envolvimiento. Con 30 granaderos del regimiento Fernando VII, la compañía de Patricios al mando de Saturnino Sarasa, milicianos y dos cañones de a 4, o sea un total de 120 hombres y 6 oficiales, Machain avanzó a través del bosque y utilizando la protección de tres "islas" pudo llegar sin ser visto hasta la misma línea paraguaya. Desde esta ventajosa posición Machain abrió un nutrido fuego sobre la posición adversaria. La respuesta no se hizo esperar pero la misma no resultó eficaz dado el terreno boscoso que ocupaban las fuerzas de Machain y que lo hacían prácticamente invisible. El combate se dilató y dada la escasez de municiones, Cabañas y Gamarra  resolvieron asaltar con armas blancas las posiciones enemigas mediante un avance de trecho en trecho combinando fuego y movimiento hasta llegar a la posición de asalto. Al llegar  ese momento las fuerzas de caballería se lanzaron a toda carrera y lograron neutralizar la artillería enemiga. Luego de una lucha cuerpo a cuerpo, las fuerzas de Machain se rindieron. Fueron tomados prisioneros casi todos sus hombres, salvo unos pocos que lograron huir entre ellos tres oficiales de los cuales dos eran paraguayos: Bonifacio Ramos, de artillería, y Ramón Cabrera. Se capturaron los dos cañones, un carro capuchino, una carreta con abastecimientos y 130 fusiles.
- Tercera fase:

Después de  aniquilada la columna de Machain en el ala derecha, la caballería de Gamarra fluyó libremente sobre la retaguardia de Belgrano cortando el camino de retirada hacia Itapúa. Las fuerzas que tenía Belgrano custodiando el paso quedaron así encerradas contra el río Tacuarí. Cabañas envió entonces al capitán Antonio Zavala intimando la rendición pero Belgrano rechazó la proposición diciendo que las "armas del Rey Fernando no se rinden ni entregan".
Como consecuencia de la desintegración del sistema defensivo, muchos oficiales y soldados de Belgrano huyeron, entre ellos el teniente de granaderos Juan Mármol. El oficial Bertolot, al ver a los soldados que huían de la batalla, abandonó las carretas con municiones, equipos y armas que había enviado Rocamora. Según estimación posterior hecha por Belgrano unos 460 hombres abandonaron su posición y huyeron o se escondieron en los bosques. De urgencia el sargento artillero catalán Raigada fue nombrado encargado del sector central. "En el apuro en que me vi" dirá después Belgrano y preparándose para lo peor ordenó quemar todos sus papeles "con el mayor sigilo posible" y reagrupó el resto de sus fuerzas en una nueva línea defensiva. 
Con solo 235 soldados, entre infantería y caballería, numerosa oficialidad y dos cañones de a 4 (81,1 mm), se aprestó a enfrentar a las fuerzas de Cabañas. Nuevamente el superior poder de fuego le permitió a Belgrano sostener la posición por un corto tiempo pero la acción de la artillería paraguaya de Zavala abrió una brecha en el centro y por ella se introdujo la caballería al mando del capitán Pedro José Genes logrando empujar a la caballería enemiga  hacia un montículo cercano al paso del Tacuari. Hacia la misma convergían otras unidades del ala derecha de Belgrano que se retiraban ante el ataque del resto de la caballería de Cabañas.

Belgrano, completamente cercado e imposibilitado para defenderse, mandó quemar los documentos de su unidad y ordenó que en el montículo, llamado "Cerrito de los Porteños", cerca del Paso, se levantara la bandera de parlamento. Coronel Luis Vittone en (Vittone, 1967, p. 38)

 Al mismo tiempo envió a José Alberto Cálcena y Echeverría, tío de Cabañas, proponiendo la capitulación y el abandono del Paraguay.
Así terminó la batalla de Tacuarí, al mediodía del 9 de marzo de 1811. Habían transcurrido más de 14 horas desde que las fuerzas de Cabañas habían iniciado el movimiento envolvente sobre la derecha de la posición de Belgrano.

## Capitulación de Belgrano

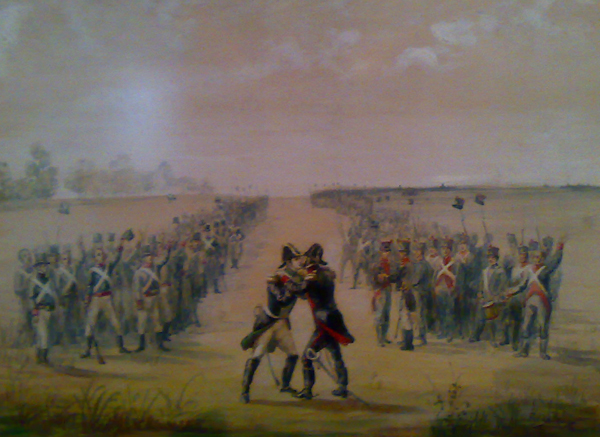
Imaginaria despedida de Belgrano (izquierda) y Cabañas (derecha). Acuarela con detalles anacrónicos pintada por Guillermo Da Re en 1890.

Al recibir Cabañas la propuesta de capitulación, la situación en que se encontraban sus fuerzas no era óptima: habían realizado un esfuerzo extraordinario recorriendo de noche más de 10 km desde su base de partida a través de montes y pajonales, combatiendo después por más de cuatro horas contra  un enemigo mejor armado y descansado. Los caballos estaban agotados, el parque de municiones era escaso y se debía derivar hombres para vigilar a los prisioneros capturados. Por otro lado, lo único que pedía el enemigo era  retirarse al otro lado del Paraná en 24 horas lo que en cierta medida satisfacía las directrices estratégicas dadas por el gobernador Velasco. Igualmente Cabañas consultó con sus oficiales. Gamarra propuso que Belgrano debía dejar el armamento como compensación de los gastos ocasionados a la provincia y que eran importantes para la defensa del Paraguay. Cabañas decidió aceptar la capitulación imponiendo solo la retirada inmediata. 
El mismo día de la batalla, Cabañas envió a Belgrano la nota con las condiciones de la misma: 

"Habiéndose presentado el parlamentario don José Alberto de Echeverría, proponiendo de parte del señor general del ejército, el que respecto a que había solo venido no a hostilizar la provincia del Paraguay, sino a auxiliarla, de lo que ha resultado varias hostilidades, se retiraría al otro lado del Paraná con su ejército, y les dejaría la provincia evacuada de toda invasión, he resuelto, yo comandante en jefe de las tropas del Paraguay, convenir a que siempre y cuando se convenga no hacer más hostilidades de armas, conceder a la proposición hecha por dicho parlamentario, bajo de dicho seguro principiaría a marchar desde mañana diez del corriente. Campo de batalla de Tacuari, 9 de marzo de 1811". (Instituto Belgraniano Central, 1982, p. 481)

Grande fue la sorpresa de Belgrano que dio su conformidad,  firmó de puño y letra el original y lo remitió a Cabañas.

Efectivamente, no debió escapar ninguno, ni el general mismo. Los paraguayos [...] que por otra parte no estaban enconados con el ejército [de Belgrano] porque no habían cometido desórdenes, no quisieron un triunfo completo y otorgaron una capitulación que no podían esperar los vencidos. General José María Paz en (Paz, 1855, p. 356)

El gobernador Velasco confirmó después la decisión de Cabañas pero no ocurrió lo mismo con algunos miembros del Cabildo de Asunción y otras personas, entre ellos, el doctor José Gaspar Rodríguez de Francia que criticaron los términos de la capitulación.
Después de ser despedido con honores por Cabañas, Belgrano se dirigió a Itapúa para luego repasar el río Paraná con el resto de sus fuerzas dando por terminada la expedición militar de la junta de Buenos Aires contra la provincia del Paraguay.
Esta noticia se extendió rápidamente. El 18 de marzo, desde Montevideo, Elío informaba al Ministro del Despacho de Estado de S.M.: 

Voy a establecer un bloqueo riguroso y a franquear la libre comunicación con el Paraguay, cuyo gobernador [...] no solo ha batido a ese general doctor que por allí ha permanecido convertido en conquistador según manifiesta la Gazeta publicada en Buenos Aires N° 3 sino que tengo noticias positivas que toda su división, incluso el señor doctor, ha tenido que rendirse a discreción.
AGI, Leg Bs.As., 98, Montevideo, 18-03-1811 en (Riveiro, 2013, p. 180, nota 356)

## Causas del fracaso
Desde el punto de vista militar la derrota de Belgrano en Tacuarí se debió:
- A la falta de información sobre los planes y movimientos del enemigo. Tanto los ataques de distracción como el verdadero ataque por el ala derecha tomaron a Belgrano por sorpresa. En su informe a la Junta dijo: "Tres minutos antes de saberse que venían, se me avisó por las guardias que no había novedad".[17] En el proceso que se siguió a Belgrano a posteriori, el alférez Antonio Segovia declaró que no se hicieron "descubiertas [reconocimientos] sobre el campo enemigo".[18]

- A la dispersión de las fuerzas en tres núcleos, sin ninguna conexión entre ellas: Belgrano en Tacuarí, Rocamora con 150 hombres en Itapúa a 40 km, Perdriel con 100 hombres en Candelaria al otro lado del río Paraná. Como en toda la campaña, Belgrano mantuvo nuevamente a las fuerzas de Rocamora lejos de la suya, ya sea porque no las consideraba capacitadas desde el punto de vista militar, ya sea porque desconfiaba de ellas desde el punto de vista moral pues, al no estar consustanciadas con sus ideas, podían pasarse al enemigo,[19] ya sea por algún problema con Rocamora dado que Belgrano  no quería tener oficiales de alto grado bajo su mando. "Deseoso de ser ciegamente obedecido, aunque sus órdenes se resintieran muchas veces de una rigidez exagerada, se conformaba más bien con las graduaciones bajas, las que por la distancia que media, suelen tener menos pretensiones al examen y al derecho de censurar".[20]

- A deficiencias en el análisis táctico de la posición. El paso del río Tacuarí era una posición topográficamente muy  sólida como para no presumir que el enemigo trataría de superarla por uno de los costados.[21]

- A la falta de un rápido apoyo de Belgrano a Machain cuando, por la violencia del combate en las afueras de Tupá-ra'ý, era evidente que el ataque principal venía desde esa dirección. En su oficio a la Junta del 15 de marzo de 1811, Belgrano acusó a Machain de incapacidad "y no se si me atrevería a decir cobarde". Esta calificación la extendió también a oficiales y soldados. Contrariamente a la resistencia opuesta por Machain con fuerzas menores y en situación de apuro, dijo que se había "emboscado del modo más ridículo y puesto a las tropas que llevaba en disposición de ser tomadas".[22] Pese a estos comentarios denigratorios enviados por Belgrano a la junta de Buenos Aires, después de finalizar la investigación sobre la actuación de Machain en Tacuarí, el 7 de enero de 1812, el Triunvirato lo declaró "benemérito de la Patria y digno de todas las consideraciones del gobierno y sus ciudadanos".

- Al abandono de las posiciones y fuga hacia los montes e Itapúa de 460 hombres, equivalentes a más de la mitad de las fuerzas de Belgrano. Al día siguiente de la batalla, Belgrano le ordenó a Rocamora que impidiera que esos desertores cruzaran el río Paraná por Campichuelo hasta que él llegara a dicho punto.[23] Historiadores argentinos como Mitre (1859-1886), el coronel Ornstein (1941), el coronel Best (1960), Ruiz Moreno (2005) y Camogli (2005) omitieron mencionar esta deserción masiva. Mitre, para justificar matemáticamente los escasos 240 hombres que se quedaron con Belgrano redujo las fuerzas iniciales que defendían Tacuarí de 870 a 400 hombres, es decir, eliminó a esos desertores antes que comenzara la batalla. El silencio sobre esta deserción masiva en Tacuarí comenzó realmente cuando la Gazeta Extraordinaria del 1 de abril de 1811 publicó textualmente el parte de Belgrano con la única omisión de la frase "porque los demás llenos de cobardía y vileza me abandonaron huyendo vergonzosamente" que los historiadores mencionados tampoco citaron. Tampoco citaron el cálculo que hizo Belgrano a posteriori para saber cuantos habían sido,[24] ni mencionaron los juicios a los desertores de Tacuarí: v.g., el caso de Francisco Ruiz, del regimiento de Caballería de la Patria, que fue sentenciado a morir fusilado.[25]

- A la subestimación de la capacidad militar y moral del enemigo. Recién en su oficio del 14 de marzo de 1811, desde Candelaria, Belgrano finalmente reconoció el grado de entusiasmo con que el pueblo paraguayo defendía "[...] la patria, la religión y lo que hay de más sagrado. Así es que han trabajado para venir a atacarme de un modo increíble, venciendo imposibles [...] las mujeres, niños, viejos, clérigos y cuantos se dicen hijos del Paraguay están entusiasmados por su patria".[22]

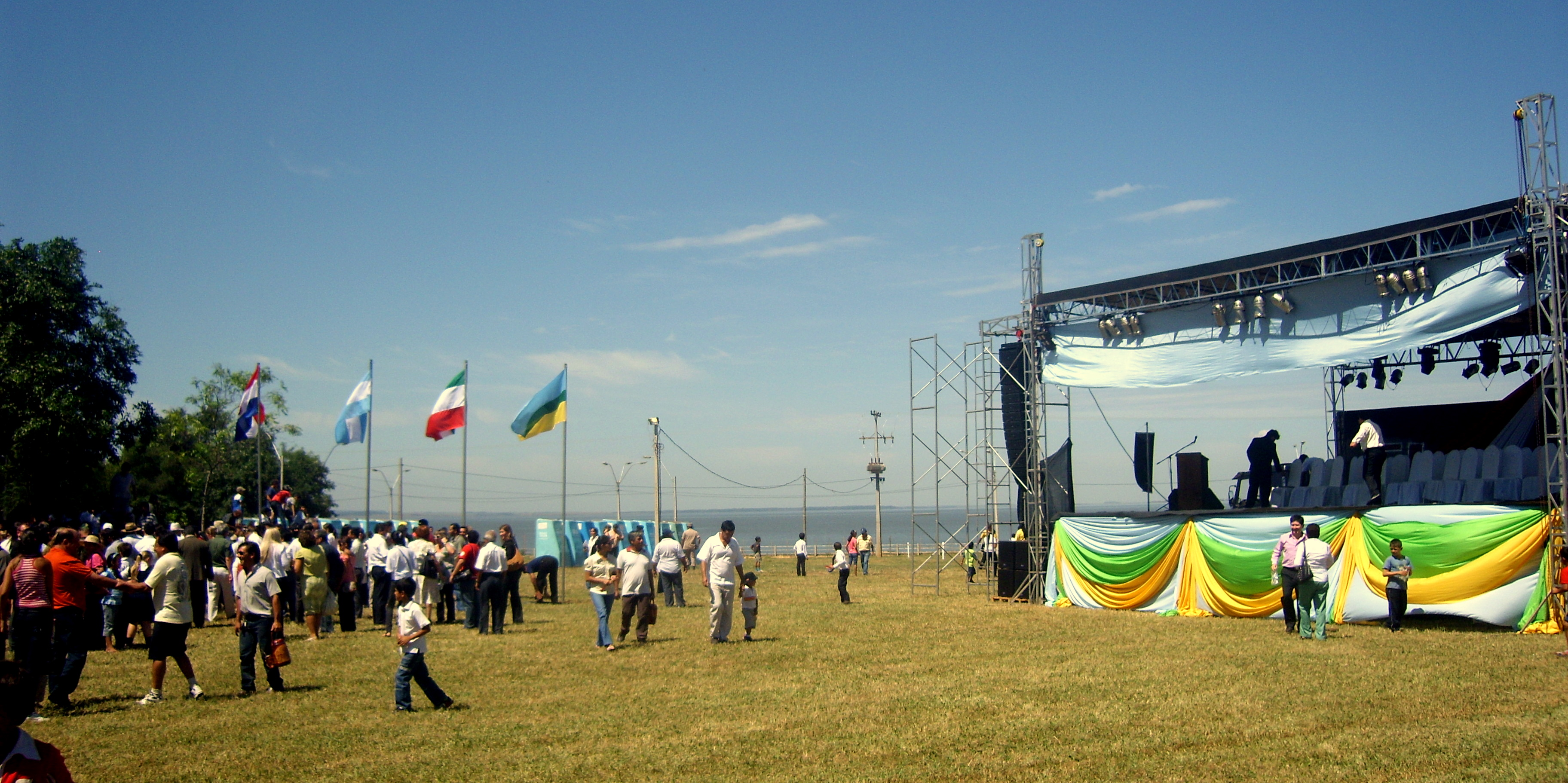
Festejos del Bicentenario de la Batalla de Tacuarí en Carmen del Paraná, 9 de marzo de 2011.